# Okres Detva
Der Okres Detva ist eine Verwaltungseinheit in der Mittelslowakei mit 32.722 Einwohnern (2013) und einer Fläche von 449,2 km².
Historisch gesehen liegt der Bezirk liegt zum größten Teil im ehemaligen Komitat Sohl, ein kleinerer Teil im Osten um den Ort Látky, im Südosten um Podkriváň und im Süden um Horný Tisovník gehört zum ehemaligen Komitat Nógrád (siehe auch Liste der historischen Komitate Ungarns).

## Bevölkerung
| Jahr                | 1994   | 2004    | 2014    | 2024    |
| ------------------- | ------ | ------- | ------- | ------- |
| Anzahl der Personen | 34.200 | 33.173  | 32.632  | 30.380  |
| Unterschied         |        | −3,00 % | −1,63 % | −6,90 % |

| Jahr                | 2023   | 2024    |
| ------------------- | ------ | ------- |
| Anzahl der Personen | 30.562 | 30.380  |
| Unterschied         |        | −0,59 % |

## Städte
- Detva
- Hriňová (Hrinau)

## Gemeinden
| - Detvianska Huta - Dúbravy - Horný Tisovník - Klokoč - Korytárky | - Kriváň - Látky - Podkriváň - Slatinské Lazy - Stará Huta | - Stožok - Vígľaš - Vígľašská Huta-Kalinka |

Das Bezirksamt ist in Zvolen, eine Zweigstelle in Detva.

## Kultur
In dem Artikel Denkmalgeschützte Objekte im Okres Detva findet man Informationen über die vom slowakischen Denkmalamt geschützten Objekte im Okres.